# Cerno

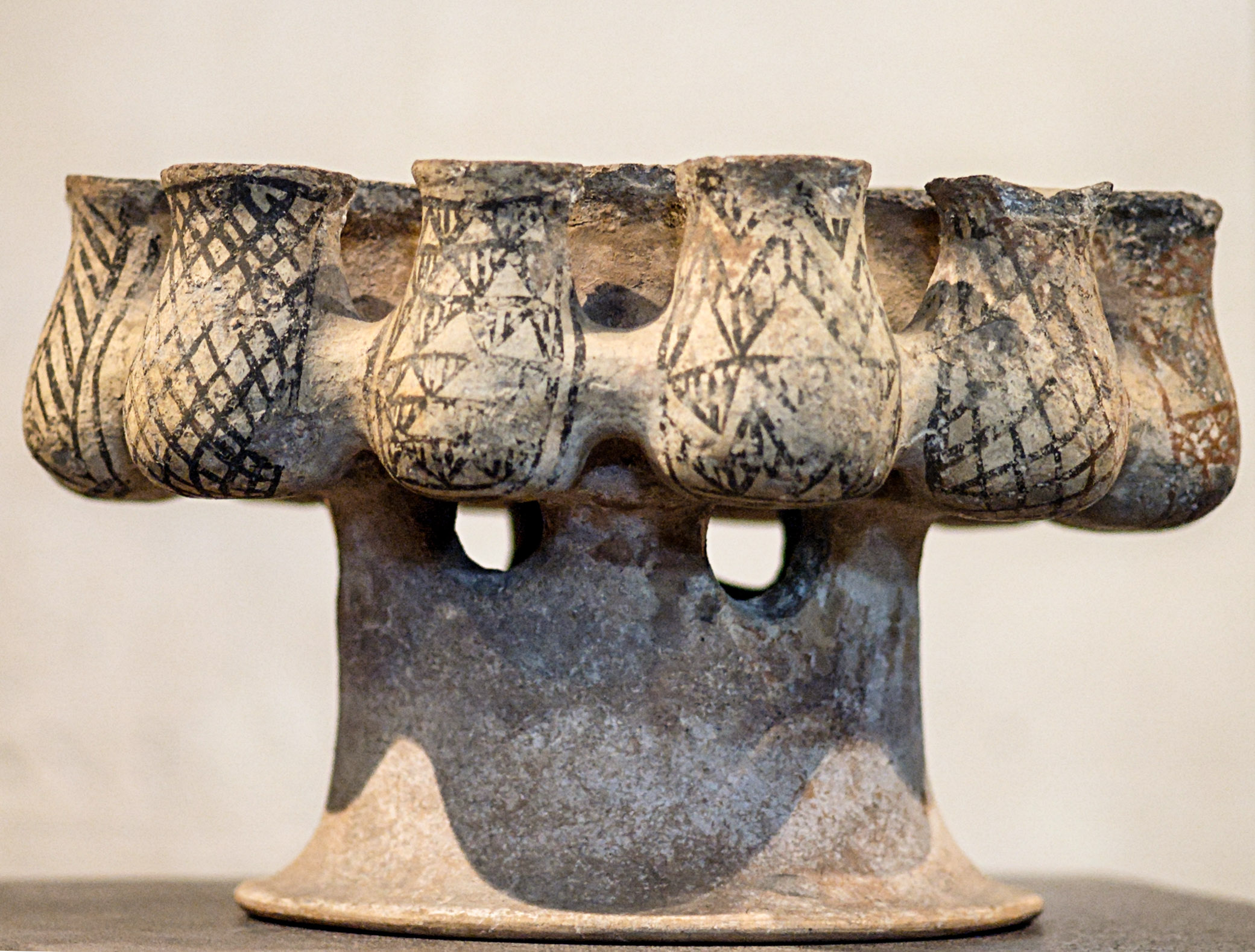
Cerno de terracota da Civilização Cicládica,, encontrada num túmulo em Milos, atualmente no Museu do Louvre, Paris

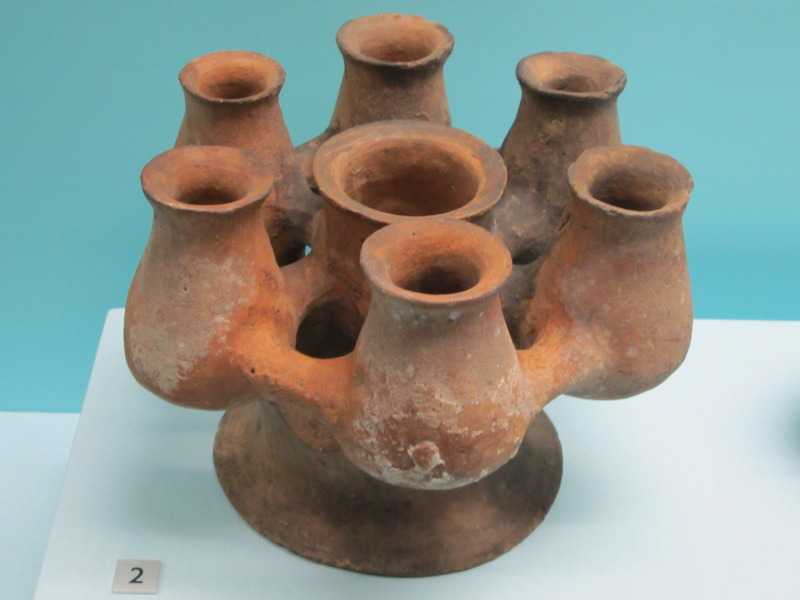
Outro cerno cicládico, século XXII a.C.

Cerno (em grego: κέρνος; romaniz.: kérnos ou cérnos ou κέρχνος; plural: cérnoi ou kérnoi) é a designação de um  tipo de vaso da Grécia Antiga em forma de anel cerâmico ou de tabuleiro de pedra ao qual se pregam vários pequenos vasos contendo oferendas a divindades. A sua forma usual é descrita em fontes literárias, as quais também enumeram e descrevem os ingredientes rituais que podiam conter. Os cernos eram usados principalmente nos cultos de Deméter, Core, Cibele e Átis. Os mais antigos conhecidos são da Civilização Cicládica e remontam pelo menos ao século XIV ou XIII a.C.
O termo grego é por vezes aplicado a vasos similares de outras culturas encontradas no Mediterrâneo, Levante, Mesopotâmia e Ásia Meridional.

## Descrição de Ateneu
Há uma descrição antiga dos cernos da autoria de Ateneu de Náucratis:
| “ | [...] um vaso de terracota com muitas pequenas taças presas a ele. Continham salva, sementes de papoila-branca, trigo, cevada, aveia, espelta (?), ervilhas (?), ervilhacas (?), legumes secos, lentilhas, feijões, bolos de fruta esmagada, mel, azeite, vinho, leite e lã de ovelha sem ser lavada. Quando se oferece o vaso, como um licnóforo (λικνοφόρος), prova-se o seu conteúdo. | ” |
|   | — Dipnosofistas (Banquete dos Eruditos). Ateneu de Náucratis . |   |

O cerno era carregado em procissão nos Mistérios Eleusinos no cimo da cabeça de uma sacerdotisa, algo que se encontra representado em peças de arte. Por vezes era colocada uma lâmpada por cima dos cernos estáticos.[a]